# Sigbjørn Slinning
Sigbjørn Slinning (Stavanger, 6 ottobre 1945) è un ex calciatore norvegese, di ruolo difensore.

## Carriera

### Club

#### Viking
Slinning giocò 523 incontri totali per il Viking, amichevoli incluse. Occupa il secondo posto nella classifica di presenze con questa maglia, alle spalle del primatista Svein Kvia. Debuttò nel 1962 e giocò l'ultimo incontro nel 1982. Vinse quattro campionati: nel 1972, nel 1973, nel 1974 e nel 1975.

### Nazionale
Disputò 42 incontri per la Norvegia. La FIFA ne considera ufficiali soltanto 38, al contrario della federazione norvegese che gliene riconosce 42. Il primo di questi fu datato 3 luglio 1969, nel 3-0 inflitto alle Bermuda. Il 17 luglio 1975 segnò l'unica rete, nel successo per 3-2 sull'Islanda.

## Statistiche

### Presenze e reti nei club
| Stagione      | Club          | Campionato    | Campionato | Campionato | Coppe nazionali | Coppe nazionali | Coppe nazionali | Coppe continentali | Coppe continentali | Coppe continentali | Supercoppe | Supercoppe | Supercoppe | Totale | Totale |
| Stagione      | Club          | Comp          | Pres       | Reti       | Comp            | Pres            | Reti            | Comp               | Pres               | Reti               | Comp       | Pres       | Reti       | Pres   | Reti   |
| ------------- | ------------- | ------------- | ---------- | ---------- | --------------- | --------------- | --------------- | ------------------ | ------------------ | ------------------ | ---------- | ---------- | ---------- | ------ | ------ |
| 1961-1962     | Viking        | HS            | 6          | 2          | CN              | 0               | 0               | -                  | -                  | -                  | -          | -          | -          | 6      | 2      |
| 1963          | Viking        | 1D            | 17         | 1          | CN              | 8               | 0               | -                  | -                  | -                  | -          | -          | -          | 25     | 1      |
| 1964          | Viking        | 1D            | 18         | 2          | CN              | 1               | 0               | -                  | -                  | -                  | -          | -          | -          | 19     | 2      |
| 1965          | Viking        | 1D            | 18         | 1          | CN              | 5               | 0               | -                  | -                  | -                  | -          | -          | -          | 23     | 1      |
| 1966          | Viking        | 1D            | 12         | 4          | CN              | 6               | 1               | -                  | -                  | -                  | -          | -          | -          | 18     | 5      |
| 1967          | Viking        | 1D            | 7          | 4          | CN              | 2               | 2               | -                  | -                  | -                  | -          | -          | -          | 9      | 6      |
| 1968          | Viking        | 1D            | 14         | 1          | CN              | 1               | 0               | -                  | -                  | -                  | -          | -          | -          | 15     | 1      |
| 1969          | Viking        | 1D            | 17         | 1          | CN              | 5               | 1               | -                  | -                  | -                  | -          | -          | -          | 22     | 2      |
| 1970          | Viking        | 1D            | 17         | 1          | CN              | 2               | 0               | -                  | -                  | -                  | -          | -          | -          | 19     | 1      |
| 1971          | Viking        | 1D            | 17         | 1          | CN              | 5               | 2               | -                  | -                  | -                  | -          | -          | -          | 22     | 3      |
| 1972          | Viking        | 1D            | 22         | 0          | CN              | 4               | 1               | CU                 | 4                  | 0                  | -          | -          | -          | 30     | 1      |
| 1973          | Viking        | 1D            | 22         | 1          | CN              | 6               | 0               | CC                 | 2                  | 0                  | -          | -          | -          | 30     | 1      |
| 1974          | Viking        | 1D            | 21         | 0          | CN              | 7               | 2               | CC                 | 2                  | 0                  | -          | -          | -          | 30     | 2      |
| 1975          | Viking        | 1D            | 18         | 1          | CN              | 5               | 1               | CC                 | 2                  | 0                  | -          | -          | -          | 25     | 2      |
| 1976          | Viking        | 1D            | 15         | 0          | CN              | 2               | 0               | CC                 | 0                  | 0                  | -          | -          | -          | 23     | 2      |
| 1977          | Viking        | 1D            | 20         | 0          | CN              | 4               | 0               | -                  | -                  | -                  | -          | -          | -          | 23     | 2      |
| 1978          | Viking        | 1D            | 15         | 0          | CN              | 5               | 0               | -                  | -                  | -                  | -          | -          | -          | 20     | 0      |
| 1982          | Viking        | 1D            | 0          | 0          | CN              | 0               | 0               | CU                 | 0                  | 0                  | -          | -          | -          | 0      | 0      |
| Totale Viking | Totale Viking | Totale Viking | 276        | 20         |                 | 68              | 10              |                    | 10                 | 0                  |            | -          | -          | 354    | 30     |
| Totale        | Totale        | Totale        | 276        | 20         |                 | 68              | 10              |                    | 10                 | 0                  |            | -          | -          | 354    | 30     |

### Cronologia presenze e reti in Nazionale
| Cronologia completa delle presenze e delle reti in nazionale ― Norvegia | Cronologia completa delle presenze e delle reti in nazionale ― Norvegia | Cronologia completa delle presenze e delle reti in nazionale ― Norvegia | Cronologia completa delle presenze e delle reti in nazionale ― Norvegia | Cronologia completa delle presenze e delle reti in nazionale ― Norvegia | Cronologia completa delle presenze e delle reti in nazionale ― Norvegia | Cronologia completa delle presenze e delle reti in nazionale ― Norvegia | Cronologia completa delle presenze e delle reti in nazionale ― Norvegia |
| Data                                                                    | Città                                                                   | In casa                                                                 | Risultato                                                               | Ospiti                                                                  | Competizione                                                            | Reti                                                                    | Note                                                                    |
| ----------------------------------------------------------------------- | ----------------------------------------------------------------------- | ----------------------------------------------------------------------- | ----------------------------------------------------------------------- | ----------------------------------------------------------------------- | ----------------------------------------------------------------------- | ----------------------------------------------------------------------- | ----------------------------------------------------------------------- |
| 03/07/1969                                                              | Stavanger                                                               | Norvegia                                                                | 3 – 0                                                                   | Bermuda                                                                 | Amichevole                                                              | -                                                                       |                                                                         |
| 21/07/1969                                                              | Trondheim                                                               | Norvegia                                                                | 2 – 1                                                                   | Islanda                                                                 | Amichevole                                                              | -                                                                       |                                                                         |
| 24/08/1969                                                              | Helsinki                                                                | Finlandia                                                               | 2 – 2                                                                   | Norvegia                                                                | Amichevole                                                              | -                                                                       |                                                                         |
| 27/08/1969                                                              | Łódź                                                                    | Polonia                                                                 | 6 – 1                                                                   | Norvegia                                                                | Amichevole                                                              | -                                                                       |                                                                         |
| 10/09/1969                                                              | Oslo                                                                    | Norvegia                                                                | 1 – 3                                                                   | Francia                                                                 | Amichevole                                                              | -                                                                       |                                                                         |
| 21/09/1969                                                              | Oslo                                                                    | Norvegia                                                                | 2 – 0                                                                   | Danimarca                                                               | Amichevole                                                              | -                                                                       |                                                                         |
| 11/11/1969                                                              | Città del Messico                                                       | Messico                                                                 | 4 – 0                                                                   | Norvegia                                                                | Amichevole                                                              | -                                                                       |                                                                         |
| 13/11/1969                                                              | Città del Guatemala                                                     | Guatemala                                                               | 1 – 3                                                                   | Norvegia                                                                | Amichevole                                                              | -                                                                       |                                                                         |
| 13/05/1970                                                              | Oslo                                                                    | Norvegia                                                                | 0 – 2                                                                   | Cecoslovacchia                                                          | Amichevole                                                              | -                                                                       |                                                                         |
| 17/06/1970                                                              | Bergen                                                                  | Norvegia                                                                | 2 – 0                                                                   | Finlandia                                                               | Amichevole                                                              | -                                                                       |                                                                         |
| 19/09/1970                                                              | Oslo                                                                    | Norvegia                                                                | 2 – 4                                                                   | Svezia                                                                  | Amichevole                                                              | -                                                                       |                                                                         |
| 23/09/1970                                                              | Copenaghen                                                              | Danimarca                                                               | 0 – 1                                                                   | Norvegia                                                                | Amichevole                                                              | -                                                                       |                                                                         |
| 07/10/1970                                                              | Oslo                                                                    | Norvegia                                                                | 1 – 3                                                                   | Ungheria                                                                | Qual. Euro 1972                                                         | -                                                                       |                                                                         |
| 11/11/1970                                                              | Lione                                                                   | Francia                                                                 | 3 – 1                                                                   | Norvegia                                                                | Qual. Euro 1972                                                         | -                                                                       |                                                                         |
| 15/11/1970                                                              | Sofia                                                                   | Bulgaria                                                                | 1 – 1                                                                   | Norvegia                                                                | Qual. Euro 1972                                                         | -                                                                       |                                                                         |
| 26/05/1971                                                              | Bergen                                                                  | Norvegia                                                                | 3 – 1                                                                   | Islanda                                                                 | Amichevole                                                              | -                                                                       |                                                                         |
| 09/06/1971                                                              | Oslo                                                                    | Norvegia                                                                | 1 – 4                                                                   | Bulgaria                                                                | Qual. Euro 1972                                                         | -                                                                       |                                                                         |
| 22/06/1971                                                              | Oslo                                                                    | Norvegia                                                                | 1 – 7                                                                   | Germania Ovest                                                          | Amichevole                                                              | -                                                                       |                                                                         |
| 08/08/1971                                                              | Malmö                                                                   | Svezia                                                                  | 3 – 0                                                                   | Norvegia                                                                | Amichevole                                                              | -                                                                       |                                                                         |
| 25/08/1971                                                              | Helsinki                                                                | Finlandia                                                               | 1 – 1                                                                   | Norvegia                                                                | Amichevole                                                              | -                                                                       |                                                                         |
| 08/09/1971                                                              | Oslo                                                                    | Norvegia                                                                | 1 – 3                                                                   | Francia                                                                 | Qual. Euro 1972                                                         | -                                                                       |                                                                         |
| 26/09/1971                                                              | Oslo                                                                    | Norvegia                                                                | 1 – 4                                                                   | Danimarca                                                               | Amichevole                                                              | -                                                                       |                                                                         |
| 27/10/1971                                                              | Budapest                                                                | Ungheria                                                                | 4 – 0                                                                   | Norvegia                                                                | Qual. Euro 1972                                                         | -                                                                       |                                                                         |
| 23/02/1972                                                              | Tel Aviv                                                                | Israele                                                                 | 2 – 1                                                                   | Norvegia                                                                | Amichevole                                                              | -                                                                       |                                                                         |
| 28/05/1972                                                              | Turku                                                                   | Finlandia                                                               | 0 – 0                                                                   | Norvegia                                                                | Amichevole                                                              | -                                                                       |                                                                         |
| 14/06/1972                                                              | Oslo                                                                    | Norvegia                                                                | 0 – 1                                                                   | Uruguay                                                                 | Amichevole                                                              | -                                                                       |                                                                         |
| 03/08/1972                                                              | Stavanger                                                               | Norvegia                                                                | 4 – 1                                                                   | Islanda                                                                 | Qual. Mondiali 1974                                                     | -                                                                       |                                                                         |
| 17/09/1972                                                              | Oslo                                                                    | Norvegia                                                                | 1 – 3                                                                   | Svezia                                                                  | Amichevole                                                              | -                                                                       |                                                                         |
| 01/11/1972                                                              | Rotterdam                                                               | Paesi Bassi                                                             | 9 – 0                                                                   | Norvegia                                                                | Qual. Mondiali 1974                                                     | -                                                                       |                                                                         |
| 06/06/1973                                                              | Oslo                                                                    | Norvegia                                                                | 1 – 1                                                                   | Irlanda                                                                 | Amichevole                                                              | -                                                                       |                                                                         |
| 21/06/1973                                                              | Copenaghen                                                              | Danimarca                                                               | 1 – 0                                                                   | Norvegia                                                                | Amichevole                                                              | -                                                                       |                                                                         |
| 25/07/1973                                                              | Oslo                                                                    | Norvegia                                                                | 3 – 0                                                                   | Corea del Nord                                                          | Amichevole                                                              | -                                                                       |                                                                         |
| 02/08/1973                                                              | Reykjavík                                                               | Islanda                                                                 | 0 – 4                                                                   | Norvegia                                                                | Qual. Mondiali 1974                                                     | -                                                                       |                                                                         |
| 15/08/1974                                                              | Oslo                                                                    | Norvegia                                                                | 1 – 2                                                                   | Finlandia                                                               | Amichevole                                                              | -                                                                       |                                                                         |
| 13/08/1975                                                              | Oslo                                                                    | Norvegia                                                                | 0 – 2                                                                   | Svezia                                                                  | Qual. Euro 1976                                                         | -                                                                       |                                                                         |
| 29/10/1975                                                              | Belfast                                                                 | Irlanda del Nord                                                        | 3 – 0                                                                   | Norvegia                                                                | Amichevole                                                              | -                                                                       |                                                                         |
| 24/03/1976                                                              | Dublino                                                                 | Irlanda                                                                 | 3 – 0                                                                   | Norvegia                                                                | Amichevole                                                              | -                                                                       |                                                                         |
| 19/05/1976                                                              | Oslo                                                                    | Norvegia                                                                | 0 – 1                                                                   | Islanda                                                                 | Amichevole                                                              | -                                                                       |                                                                         |
| Totale                                                                  |                                                                         | Presenze                                                                | 38                                                                      |                                                                         | Reti                                                                    | 0                                                                       |                                                                         |

| Cronologia completa delle presenze e delle reti in nazionale (partite non ufficiali) ― Norvegia | Cronologia completa delle presenze e delle reti in nazionale (partite non ufficiali) ― Norvegia | Cronologia completa delle presenze e delle reti in nazionale (partite non ufficiali) ― Norvegia | Cronologia completa delle presenze e delle reti in nazionale (partite non ufficiali) ― Norvegia | Cronologia completa delle presenze e delle reti in nazionale (partite non ufficiali) ― Norvegia | Cronologia completa delle presenze e delle reti in nazionale (partite non ufficiali) ― Norvegia | Cronologia completa delle presenze e delle reti in nazionale (partite non ufficiali) ― Norvegia | Cronologia completa delle presenze e delle reti in nazionale (partite non ufficiali) ― Norvegia |
| Data                                                                                            | Città                                                                                           | In casa                                                                                         | Risultato                                                                                       | Ospiti                                                                                          | Competizione                                                                                    | Reti                                                                                            | Note                                                                                            |
| ----------------------------------------------------------------------------------------------- | ----------------------------------------------------------------------------------------------- | ----------------------------------------------------------------------------------------------- | ----------------------------------------------------------------------------------------------- | ----------------------------------------------------------------------------------------------- | ----------------------------------------------------------------------------------------------- | ----------------------------------------------------------------------------------------------- | ----------------------------------------------------------------------------------------------- |
| 21/07/1971                                                                                      | Stavanger                                                                                       | Norvegia                                                                                        | 2 – 1                                                                                           | Inghilterra (amatoriale)                                                                        | -                                                                                               |                                                                                                 |                                                                                                 |
| 17/07/1975                                                                                      | Bergen                                                                                          | Norvegia                                                                                        | 3 – 2                                                                                           | Islanda                                                                                         | 1                                                                                               |                                                                                                 |                                                                                                 |
| 28/08/1975                                                                                      | Oslo                                                                                            | Norvegia                                                                                        | 1 – 3                                                                                           | Unione Sovietica                                                                                | -                                                                                               |                                                                                                 |                                                                                                 |
| 24/09/1975                                                                                      | Mosca                                                                                           | Unione Sovietica                                                                                | 4 – 0                                                                                           | Norvegia                                                                                        | -                                                                                               |                                                                                                 |                                                                                                 |
| Totale                                                                                          |                                                                                                 | Presenze                                                                                        | 4                                                                                               |                                                                                                 | Reti                                                                                            | 1                                                                                               |                                                                                                 |

## Palmarès

### Club

#### Competizioni nazionali
- Campionato norvegese: 4

Viking: 1972, 1973, 1974, 1975